# Rafael Griera i Calderón
Rafael Griera i Calderón (* 21. Oktober 1934 in Las Palmas de Gran Canaria; † 31. Juli 2018 in Olot) war ein katalanischer Kunstmaler, Zeichner und Illustrator, der in der Tradition der Schule von Olot stand.

## Leben und Werk
Griera wurde 1934 als Sohn eines Olotenser Fabrikanten von Kunstfiguren – auf den Geburtsort bezogen – eher zufällig in Las Palmas de Gran Canaria geboren. Seine künstlerische Ausbildung erhielt er an der Escola Superior de Paisatge a Olot (‚Kunstakademie Olot‘). Er traf Gleichgesinnte im Kunstverein Cràter d’Art (‚Krater der Kunst‘) von Olot. Seine erste Ausstellung – vor allem mit der für Olot typischen Landschaftsmalerei – hatte er im Jahr 1953. Ein mit anderen Malern gemeinsamer Künstlerkontakt von 1956  nach Mallorca führte zu einer künstlerisch-stilistischen Neuausrichtung. Über eine Phase „informalistischer Malerei“ nach seinem Mallorca-Aufenthalt, in der sich Griera „plastisch austobte“, kehrte er zur figurativen Malerei zurück, brach in seinem neuen Malstil jedoch mit der Olotenser Landschaftstradition oder besser eröffnete dieser vollkommen neue Dimensionen.
Sein neuer Malstil lässt die Luminosität der frühen Landschaftsbilder in Öl, Aquarell und Gouache vermissen. Er erinnert eher an das Modell mittel- und nordeuropäischer Malschulen. Grieras Bilder zeigen jetzt eine vollkommen realistische Welt. Anonyme Menschen – ohne Gesicht und ohne Bezug zu- und aufeinander – lassen sich durch Interieurs, Landschaften oder Städte treiben. In solchen Bildern treten die Phantasmen aus den Träumen des Künstlers – aber auch aus seiner Erfahrung – ins reelle Leben. Die dargestellten Personen mischen sich gewissermaßen in die Realität ein und zeigen mehr, als das bloße Auge je wahrnehmen kann.
Griera war nicht der Künstler, der für die Massenmedien geschaffen hat. Sein Credo lautete entgegengesetzt die Individualisierung oder Personalisierung des Einzelnen aus der Anonymität der Masse heraus. Aus seinen zahlreichen Museumsbesuchen in ganz Europa hatte er sich Antonio González Velázquez und Paul Cézanne als Vorbilder und Lehrer ausgewählt. Er organisierte die Kernszenen seiner Bilder hinsichtlich des Lichtes und der Beleuchtung ähnlich wie diese. So leuchtete beispielsweise eine Hauslaterne menschlich intime Szenen vorsichtig aus. Griera holte Menschen aus der Dunkelheit ihrer Anonymität und hob sie als Personen ins Dasein.